# Omgekeerde spijkerbroek

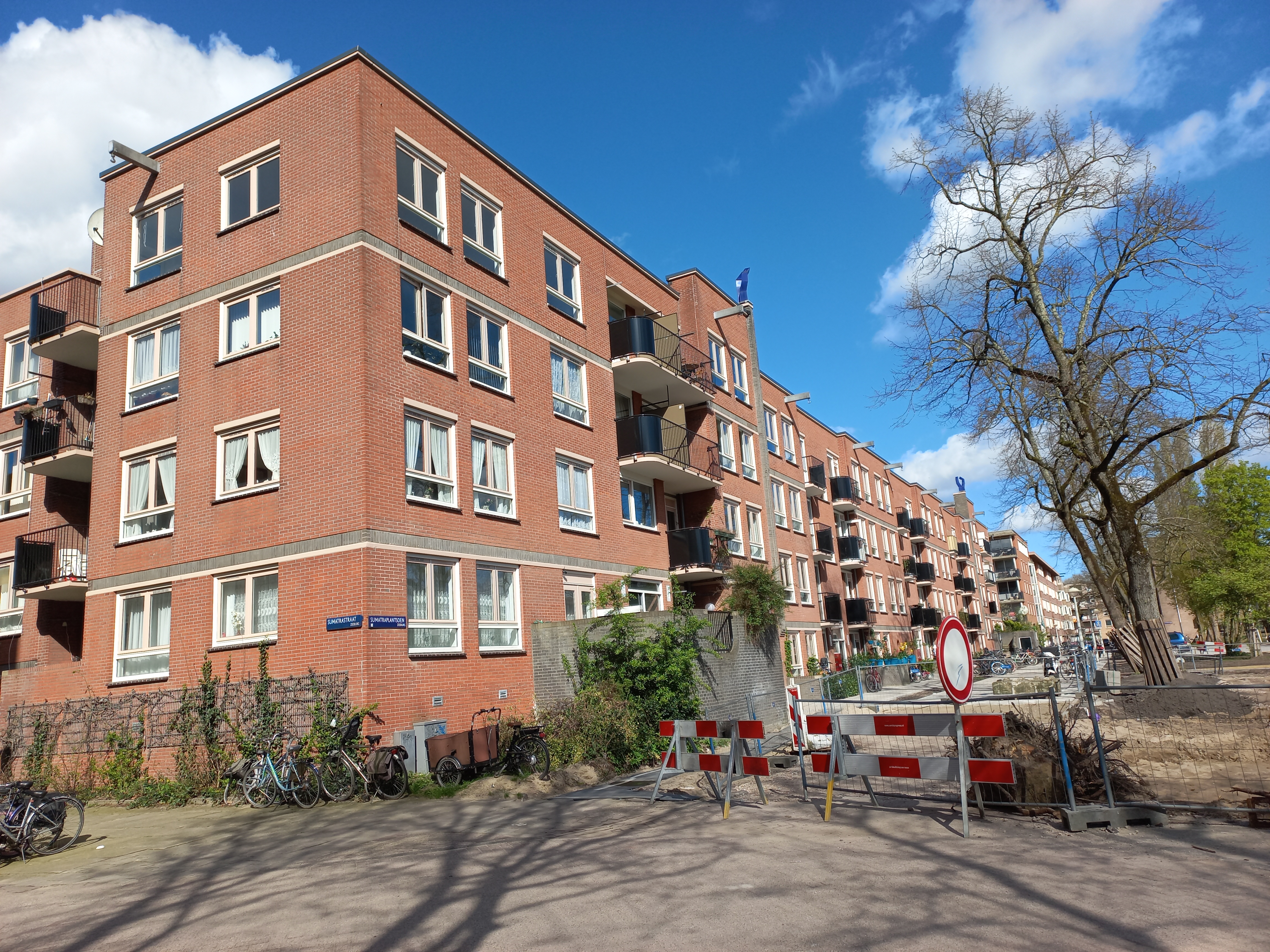
Sumatraplantsoen 22-38 met Omgekeerde spijkerbroek in het midden (april 2024) (uitvergroting noodzakelijk)

Omgekeerde spijkerbroek is een artistiek kunstwerk in Amsterdam-Oost.
De titel hebben de omwonenden gegeven aan de hand van de vorm. De scheppend kunstenaar Helly Oestreicher (1936, leerling Gerrit Rietveld Academie) was minder poëtisch; ze noemt het Gevelbekroning. Buitenkunst Amsterdam kwam niet verder dan Blauwe glazen objecten op het dak.
Het werk is inderdaad een bekroning en accentuering van de gevel van het gebouw Sumatraplantsoen 22-38 (1981), een door Gemeentelijke Dienst Volkshuisvesting (het later Ymere) gebouwde reeks woningen naar ontwerp van Jan Abels. Ter bekroning van de reeks woningen, werd er een kunstwerk van gehard spiegelglas ontworpen en geplaatst, dat met haar blauwe kleur ruimtelijk afsteekt tegen het roodbruine baksteen van de gevels. Tegenover een blauwe lucht is het minder zichtbaar. Het werd ook wel gezien als twee geknakte zuilen, uitgevoerd met medewerking van glazenier Norbert van der Broek.